# وحدات القياس المصرية
تستخدم العديد من وحدات القياس في مصر لقياس الطول، الكتلة، المساحة، السعة. وبدأ استخدام النظام المتري اختياريًا عام 1873. وأصبح النظام إلزاميًا من قبل الحكومة عام 1891.

## وحدات القياس في مصر القديمة
```
.
```

## وحدات القياس خلال فترة نهاية القرن 19

### الطول
العديد من الوحدات تستخدم لقياس الطول مثل:
- فالذراع البلدي يساوي 0.58 متر .
- القصبة الواحدة تساوي 3.55 متر .

### وحدات قياس فرعية أخرى
التي تم إستخدامها منذ عام 1891 
- 1 قيراط = {\displaystyle {\frac {1}{24}}} ذراع
- 1 قبضة = {\displaystyle {\frac {1}{6}}} ذراع
- 1 قدم = {\displaystyle {\frac {1}{2}}} ذراع
- 1 قصبة = 4 ذراع
- 1 ميل هاشمي = 1000 ذراع
- 1 فرسخ = 3000 ذراع

وجدت ستة أنواع من وحدة الذراع كالتالي:
- 1 النيلي = 0.2545 م,
- 1 المحلي (ذراع البلدي)= 0.5682 م,
- 1 الأسطنبولي (ذراع إسطنبولي) = 0.6691 م,
- 1 القماش (ذراع هندازه) = 0.6479 م,
- 1 البناء (ذراع معماري) = 0.7500 م,
- 1 الطريقي (قياس السكة) = 0.7389 م.

#### وحدات قياس الطريق
كان 1 ذراع سكة يساوي 0.7389 متر. ويوجد العديد من الوحدات الفرعية الأخرى التي تم استخدامها منذ عام 1891 مثل:
- 1 قصبة = 5 ذراع
- 1 بأه = 2.5 ذراع
- 1 ميلي = 500 قصبة = 1.148 ميل = 1.847 كيلومتر
- 1 فرسخ = 3 ميلي
- 1 بريد = 4 فرسخ
- 1 سفر يوم (ما يعادل 2 1/2 منه يصنع درجة واحدة من الميريديان = 60 ميلي) = 2 بريد

### الكتلة
كانت تستخدم العديد من الوحدات لقياس الكتلة. وكانت أشهرهم هي الأوقة التي تساوي 1.248 كيلوجرام. ويوجد العديد من الوحدات الفرعية الأخرى التي تم استخدامها منذ عام 1891 مثل:
- 1 قيراط = {\displaystyle {\frac {1}{6400}}} أوقة.
- 1 درهم = {\displaystyle {\frac {1}{400}}} أوقة.
- 1 مثقال = {\displaystyle {\frac {1}{100}}} أوقة.
- 1 قنطار = 36 أوقة.[1][2]

### المساحة
العديد من الوحدات لقياس المساحة. ويعتبر الفدان هو الوحدة الأكثر استخدامًا ويساوي 4200.8 مترًا مربعًا أو 1/3 333 قصبة مربعة.ويوجد العديد من الوحدات الفرعية الأخرى التي تم استخدامها منذ عام 1891 مثل:
- 1 سهم = {\displaystyle {\frac {1}{576}}} فدان .
- 1 قيراط = {\displaystyle {\frac {1}{24}}} فدان .[1][2][3]

### السعة
يوجد نظامين رئيسين لقياس السعة في مصر. النظام السائل والجاف.

#### النظام السائل
1 قربة = {\displaystyle {\frac {662}{3}}} لتر .